# Concertorgel

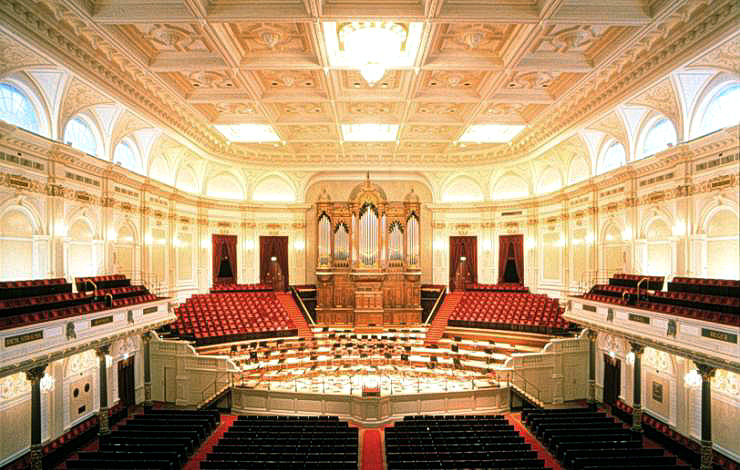
De grote zaal van het Koninklijk Concertgebouw in Amsterdam met het grote concertorgel van Maarschalkerweerd uit 1891

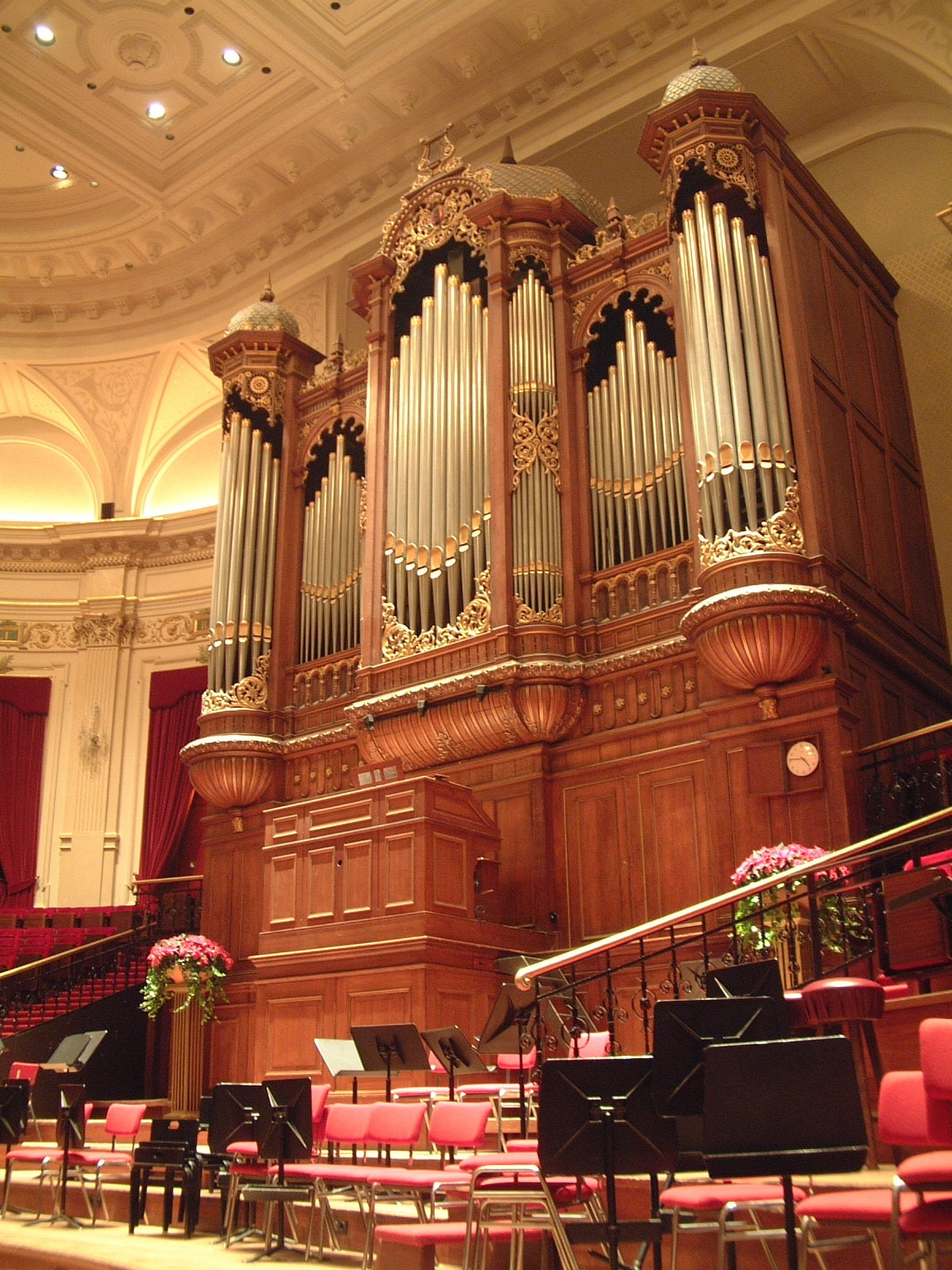
Ditzelfde Maarschalkerweerd-orgel van dichtbij

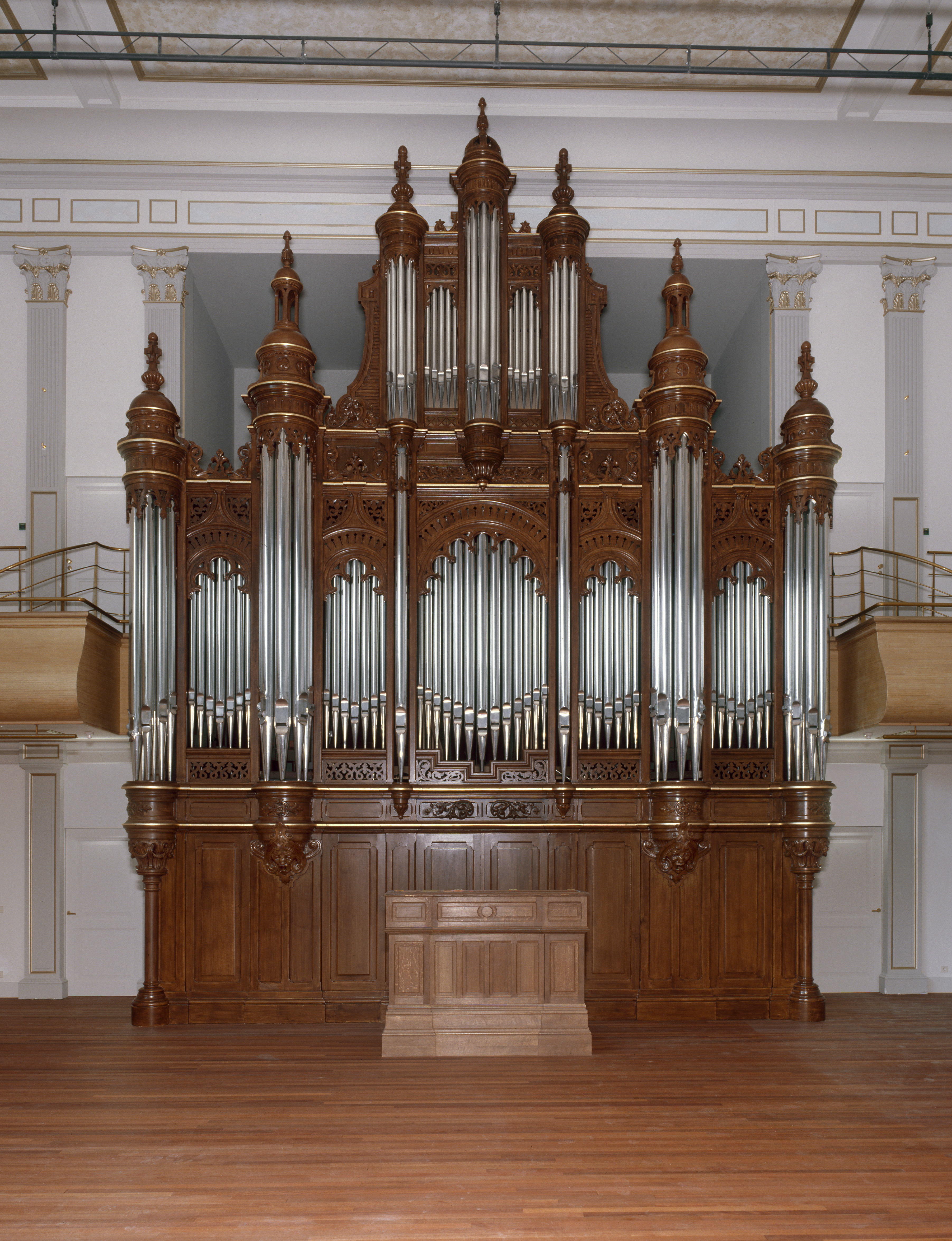
Het Cavaillé-Coll-orgel van de Philharmonie Haarlem, ex Paleis voor Volksvlijt, Amsterdam

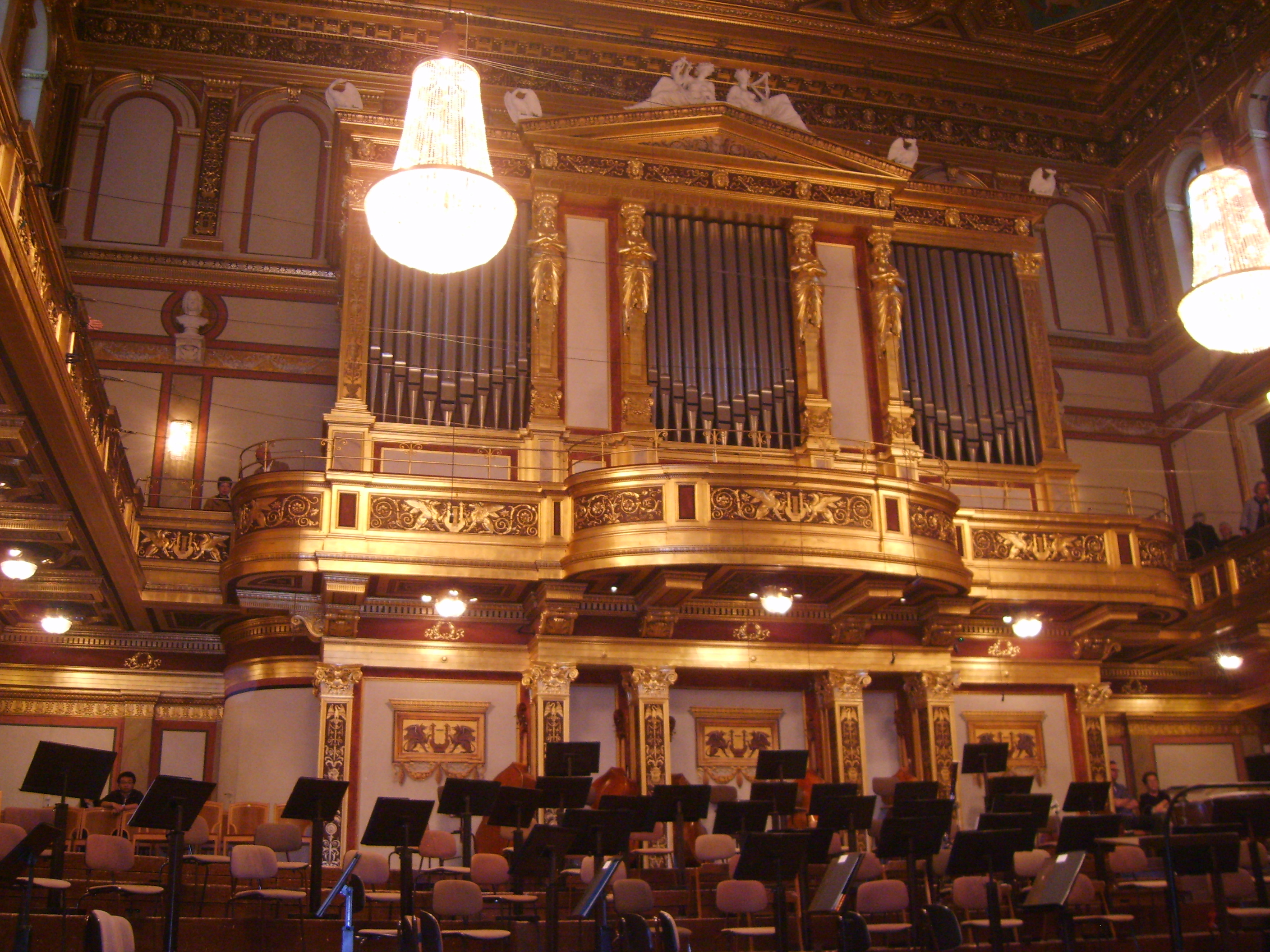
Het Rieger-orgel in de Goldener Saal van de Wiener Musikverein

Een concertorgel of concertzaalorgel is een pijporgel dat gebruikt kan worden voor versterking van het symfonieorkest, door middel van eigensoortige klanken en in verschillende klanksterktes van zeer zacht tot zeer luid, zowel zonder als met koor. Het kan ook solo concerteren of als partij in het samenspel met het (symfonie)orkest of ensemble. Hiertoe staat dit type muziekinstrument opgesteld in een concertzaal, soms ook in een schouwburg. Het concertzaalorgel is historisch gezien afgeleid van het kerkorgel en staat daar qua bouw en klank dichter bij dan bij het theaterorgel en bioscooporgel.
Concertorgels staan in Nederland in onder meer het Koninklijk Concertgebouw in Amsterdam, in het Muziekcentrum Enschede, in de Philharmonie Haarlem, in De Doelen in Rotterdam en in De Oosterpoort in Groningen.

## Vergelijking tussen het concertzaalorgel en het kerkorgel
Kerkorgel
Kerkorgels kenmerken zich meestal doordat het pijpwerk in meubels is opgesteld, in zogeheten orgelkassen. Daarnaast zijn er orgels, met name uit de 20ste eeuw, die een zogeheten open opstelling hebben, waarvan de orgelpijpen niet in een orgelkas zijn opgesteld.
Kerkorgels kennen vaak geen zwelkasten die te bedienen zijn via kanteltreden. Dit houdt in dat een crescendo en decrescendo, de geleidelijke geluidsovergang van zacht naar luid en omgekeerd, in dat geval slechts bij benadering gerealiseerd kan worden. Dit zal dan gebeuren door stap voor stap meer registers open te trekken respectievelijk dicht te doen. Het gevolg hiervan is dat ook het karakter van de klank verandert, zeker indien vulstemmen (zoals de boventoon-versterkende Mixtuur en Cymbel alsook het Cornet-register) aangewend respectievelijk afgewend worden. Dit zijn orgelregisters met verschillende pijpen, van minstens twee tot en met tien (of zelfs meer) per toets. Dit soort orgels is specifiek ingericht voor de begeleiding van de gemeentezang en/of koorzang tijdens kerkdiensten alsook voor solistisch gebruik daarbinnen en daarbuiten (orgel-/kerkconcerten).
Concertorgel
Concertzaalorgels daarentegen hebben als doel dat zij te gebruiken zijn als versterking van de klank van het symfonieorkest met zijn rijkdom aan dynamische schakeringen, zoals in een enkele symfonie van Mahler (de Achtste) en Tsjaikovski (de Manfred-symfonie). Hierin figureert het als 'extra orkest', waarbij deze rol van orkestinstrument soms ook solo-aspecten kan hebben zoals in de Derde symfonie van Camille Saint-Saëns, de Vierde van Charles Tournemire of de Symphonie concertante van Joseph Jongen. Het kan ook dienen voor de begeleiding van koren (al dan niet met symfonieorkest), zoals in de Requiems van Gabriel Faure en Maurice Duruflé en als solo-instrument in concerten met symfonieorkest, zoals dat van Francis Poulenc of met ensemble zoals in Kammermusik nr. 7 van Paul Hindemith. Verder kan er op het orgel ook een soloconcert worden gegeven.
Voor deze niet-kerkelijke maar evidente orkest- en concertzaalfunctie zijn deze instrumenten specifiek toegerust. Voor basso continuo-partijen, zoals bij de passiemuziek en cantates van Johann Sebastian Bach of voor orgelconcerten uit de barok, zoals die van Georg Friedrich Händel, zijn zij ongeschikt, omdat het klankideaal en het volume van een concertorgel doorgaans zijn afgestemd op muziek uit de romantiek en/of eigentijdse muziek. Er wordt dan op het podium een kistorgel of kabinetorgel geplaatst terwijl het concertorgel stil blijft. Dat gebeurt ook bij concertante uitvoeringen van kerkmuziek uit de klassieke periode.
Concertorgels hebben in de regel wel zwelkasten. Als het orkest een voorgeschreven crescendo of decrescendo maakt speelt het orgel, indien dit zo staat aangegeven in de partituur, op soortgelijke wijze mee. Niet zelden wordt daarom een belangrijk deel van het pijpwerk in twee of soms zelfs drie zwelkasten opgesteld. Deze muzikale functie-eis heeft dan ook sterke gevolgen voor de klanksamenstelling, de dispositie, van het gehele concertzaalinstrument. Ook dient het muziekinstrument op zijn minst opgewassen te zijn tegen de volle orkestklank, onder meer in bekronende onderdelen van een compositie. Het zal dan qua intensiteit de klank van met name het koper van het orkest minstens nabij dienen te komen.
Het gegeven dat concertzalen doorgaans een veel geringer nagalm hebben dan kerkgebouwen bepaalt zowel de samenstelling van zo'n instrument als de manier waarop het uiteindelijk zijn specifieke klank heeft gekregen. 
Vanwege de functie van orkestinstrument zijn sommige concertzaalorgels toegerust met registers die, net als bij theater- en bioscooporgels, hogere luchtdrukken hebben.
De soorten muziek die in de regel op concertzaalorgels worden gespeeld, wijken in sterke mate af van de muzieksoorten waarvoor het theater- of bioscooporgel is gebouwd. Muziek met orgel in de concertzaal is vrijwel uitsluitend van klassieke signatuur, terwijl in het theater of in de bioscoop overwegend lichte muziek aan de orde komt. In het concertzaalorgel zijn dan ook geen percussie en andere geluidseffectvoorzieningen ingebouwd. Daarentegen staan er, net als in kerkorgels wel hoge vulstemmen in, noodzakelijk om het instrument in een relatief sterk gedempte akoestische omgeving enige brille te geven.
In theater- en bioscooporgels wordt vaak gebruikgemaakt van het zogeheten unitsysteem, waarbij uit dezelfde rij pijpen met een en dezelfde klankkleur verschillende toonhoogten zijn afgeleid: van 16’, 8’, 4’, 2’ tot en met zelfs 1’ toe, alsook de kwinten 2 2/3’ en 1 1/3’ en het tertsregister 1 3/5’. Dit komt bij concertzaalorgels nooit voor.